# Congettura di Gilbreath
In teoria dei numeri, la congettura di Gilbreath è una congettura riguardante i numeri primi.
Si scriva la successione dei numeri primi:
2, 3, 5, 7, 11, 13, 17, 19, 23, 29, 31, ...
successivamente si scriva il valore assoluto della differenza tra due valori consecutivi (3-2=1; 5-3=2; ecc.) sotto il numero più a sinistra dei due. Si esegua poi la stessa operazione con la risultante sequenza di numeri. Si otterranno delle successioni come quelle sottostanti.
2, 3, 5, 7, 11, 13, 17, 19, 23, 29, 31, ...
1, 2, 2, 4, 2, 4, 2, 4, 6, 2, ...
1, 0, 2, 2, 2, 2, 2, 2, 4, ...
1, 2, 0, 0, 0, 0, 0, 2, ...
1, 2, 0, 0, 0, 0, 2, ...
1, 2, 0, 0, 0, 2, ...
1, 2, 0, 0, 2, ...
In altre parole, ponendo {\displaystyle a_{n}} come un valore della sequenza originale, e {\displaystyle b_{n}} un valore della successione ottenuta, si avrà l'uguaglianza:
{\displaystyle b_{n}=|a_{n}-a_{n+1}|.}
La congettura di Gilbreath afferma che il primo valore di queste successioni sarà sempre uguale a 1, eccetto per la successione iniziale dei numeri primi. La congettura è stata verificata per i numeri primi fino al valore di 1018.
La congettura è attribuita a Norman L. Gilbreath, nel 1958 sebbene già formulata nel 1742 dal matematico tedesco Christian Goldbach in una lettera indirizzata al matematico svizzero Leonhard Euler.